# Rosyjska misja prawosławna w Chinach

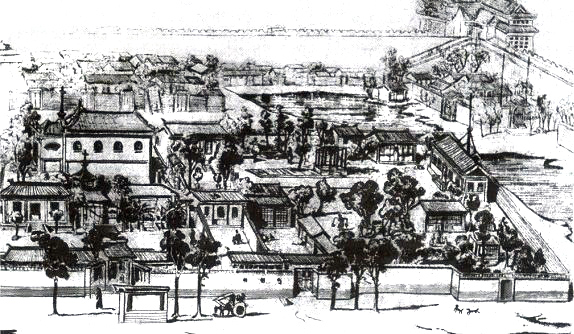
Zabudowania rosyjskiej misji w Pekinie. Widok z 1850

Rosyjska misja prawosławna w Chinach – misja prowadzona przez Rosyjski Kościół Prawosławny w okresie między 1727 a 1955. Jej zadaniem było nawracanie ludności chińskiej na prawosławie, zapewnianie opieki duszpasterskiej Rosjanom żyjących na stałe lub czasowo w Chinach, organizacja rosyjskojęzycznych placówek edukacyjnych, a pośrednio również wzmacnianie wpływów rosyjskich w tym kraju. W swojej działalności misja rywalizowała z podobnymi organizacjami prowadzonych przez Kościół łaciński oraz Kościoły protestanckie.

## Powstanie misji
Misja prawosławna w Chinach rozpoczęła działalność na mocy traktatu w Kiachcie w 1727. Oprócz innych ustaleń zezwalał on na legalną działalność duchownych prawosławnych na terytorium Chin oraz na budowę cerkwi w Pekinie. W latach 1727–1732 wzniesiony został obszerny kompleks obiektów mieszkalnych i sakralnych w centrum Pekinu z główną cerkwią Zaśnięcia Matki Bożej, od 1859 własność państwa rosyjskiego. Obiekty te były znacznie bogatsze od placówek misyjnych prowadzonych przez Kościoły protestanckie i Kościół katolicki. W latach 20. XIX wieku siedziba misji została zniszczona przez trzęsienie ziemi, jednak szybko została odbudowana. Carowie rosyjscy nie dysponowali wówczas stałą placówką dyplomatyczną w Chinach, więc misję prawosławną traktowali jako centrum działalności religijnej, ale i miejsce kształcenia tłumaczy języka chińskiego i źródło informacji wykorzystywanych w polityce międzynarodowej.

## Działalność misji po 1858
W 1858 doszło do zasadniczej zmiany w organizacji działalności misji rosyjskiej, gdyż Imperium Rosyjskie powołało do życia stałą placówkę dyplomatyczną w Pekinie. Przejęła ona dawne zabudowania misji, wykupując dla niej jeszcze obszerniejszą działkę. Dzięki temu misjonarze mogli skupić się na propagowaniu prawosławia wśród ludności miejscowej, co do tej pory odbywało się na mniejszą niż założono skalę. Rozpoczęto również szeroko zakrojoną akcję wznoszenia cerkwi prawosławnych w Chinach. 
Nowa siedziba misji rosyjskiej składała się z dwóch monasterów (męskiego i żeńskiego), wolno stojącej cerkwi Zaśnięcia Matki Bożej w Pekinie, domu zwierzchnika misji, młyna, biblioteki, szkoły, drukarni, stacji meteorologicznej, kuźni, łaźni, fabryki świec liturgicznych, sadu i budynku przeznaczonego dla zwierząt gospodarskich. W ten sposób obiekt był całkowicie samowystarczalny. Obiekty te były wzniesione w stylu chińskim. Misjonarze wznieśli szereg cerkwi prawosławnych w Pekinie i na prowincji chińskiej. Organizowali również szkoły przeznaczone w pierwszej kolejności dla osób rosyjskojęzycznych. Końcowy bilans misji, mimo dużego wysiłku finansowego, był jednak niewielki w porównaniu ze skalą działalności misji protestanckich i katolickich. Tuż przed zakończeniem działalności misji liczyła ona dwa monastery, skit oraz kilkanaście cerkwi. Ilość Chińczyków, którzy pod wpływem działalności misjonarzy przeszli na prawosławie, szacowana była w 1916 na sześć tysięcy. 

## W XX wieku

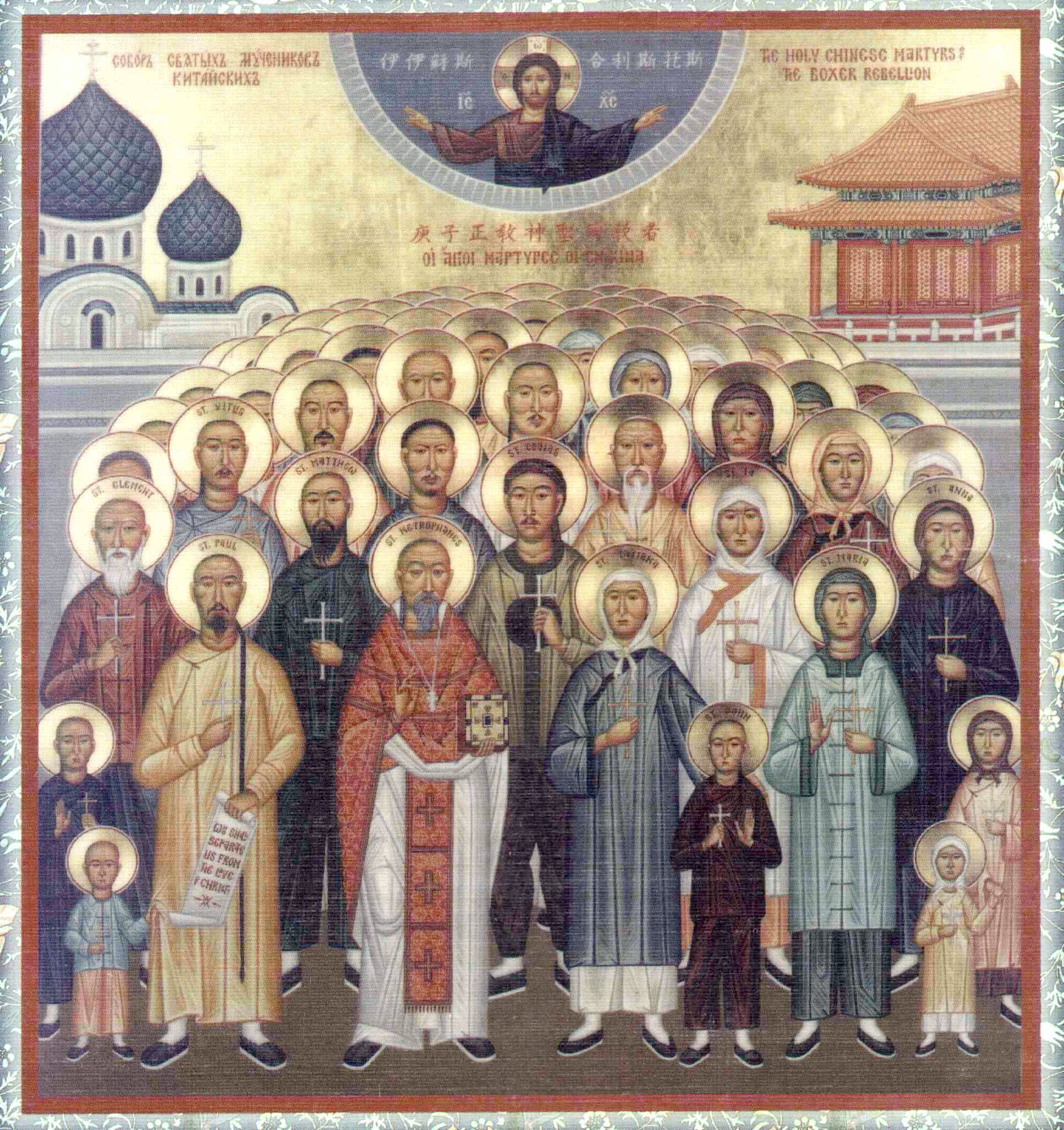
Ikona nowomęczenników chińskich

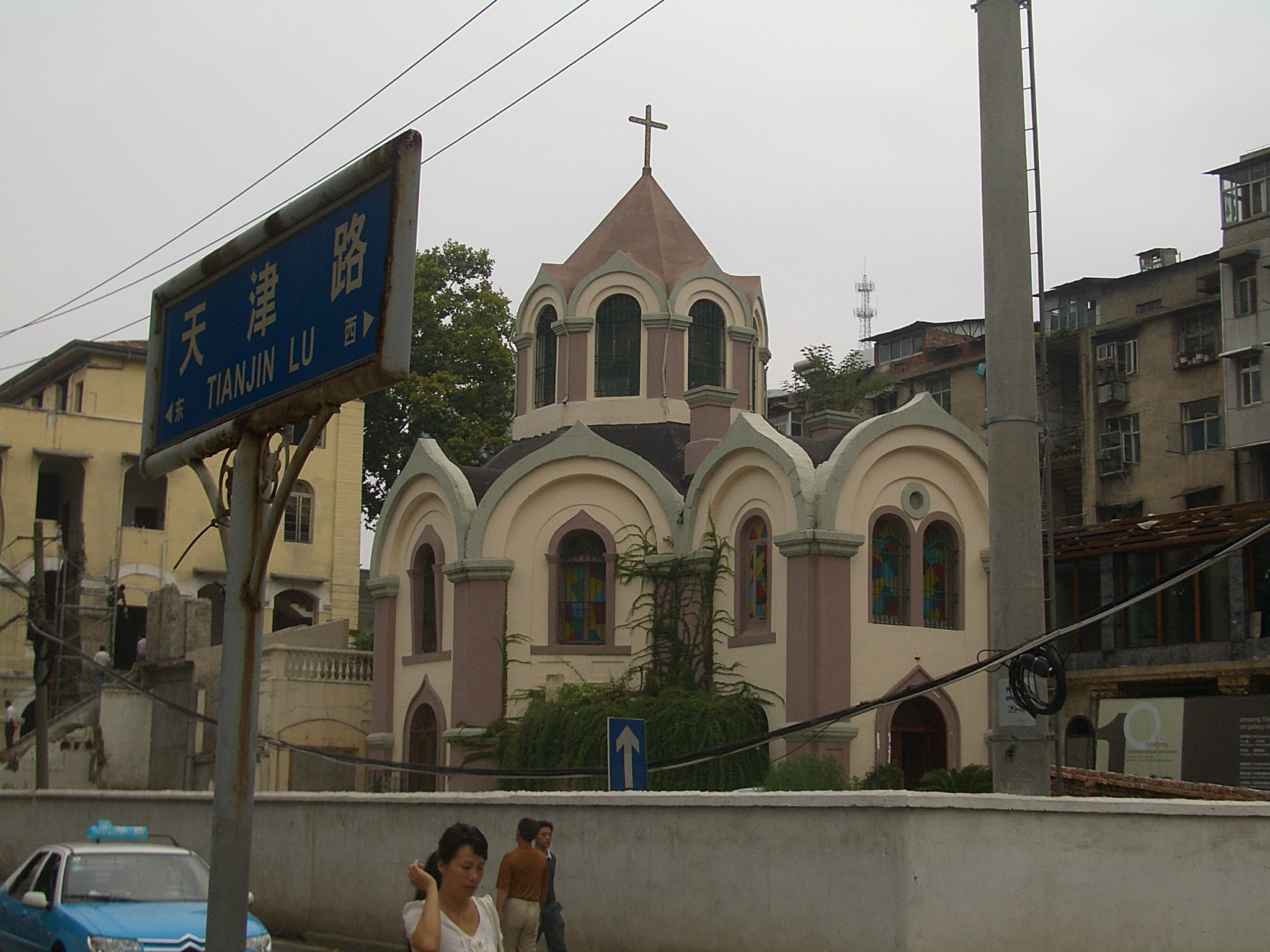
Nieczynna cerkiew św. Aleksandra Newskiego w Hankou wzniesiona przez rosyjskich misjonarzy

W odróżnieniu od misji innych wyznań chrześcijańskich, rosyjska misja nie napotykała przez pierwsze 160 lat istnienia wrogości ze strony ludności chińskiej. Dopiero w czasie powstania bokserów obiekty misji zostały zniszczone w nocy 11 czerwca 1900, zaś jej zwierzchnik archimandryta Innocenty (Figurowski) z innymi kapłanami i częścią wiernych schronił się w ambasadzie rosyjskiej. Spośród prawosławnych Chińczyków i Rosjan 222 osoby zostały zamordowane w czerwcu 1900. Ofiary te zostały następnie kanonizowane jako nowomęczennicy chińscy. Po tych zniszczeniach oberprokurator Świętego Synodu Konstantin Pobiedonoscew zalecał zamknięcie misji, ale ostatecznie zdecydowano o jej odbudowie. Do I wojny światowej kompleks budynków misji działał w dotychczasowym kształcie. Odbudowano również cerkiew Zaśnięcia Matki Bożej w Pekinie i wzniesiono nową pod wezwaniem Nowomęczenników Chińskich. Praca misyjna była jednak prowadzona na znacznie mniejszą skalę; misjonarze skupiali się na zapewnianiu opieki duszpasterskiej Rosjanom. 
W czasie rosyjskiej wojny domowej obiekty misji służyły jako schronienie wielu przeciwnikom rewolucji październikowej, którzy zbiegli z kraju. W 1920 w prowadzonej przez misjonarzy cerkwi św. Serafina z Sarowa w Pekinie pochowano ciała zamordowanych w Ałapajewsku późniejszych świętych prawosławnych – mniszki Warwary i wielkiej księżnej Elżbiety Fiodorowny. Jeszcze w tym samym roku zostały one przewiezione do cerkwi św. Marii Magdaleny w Jerozolimie. 
Działalność misji zamarła po powstaniu Chińskiej Republiki Ludowej. W 1955 została ona oficjalnie zamknięta z braku środków na jej utrzymywanie oraz na niemal zupełny brak osób otwarcie wyznających prawosławie w Chinach. Budynki sakralne i mieszkalne, które należały do misji, zostały przekazane rządowi chińskiemu oraz placówkom dyplomatycznym ZSRR. Większość rosyjskich cerkwi prawosławnych nie przetrwała rewolucji kulturalnej.